# Cimbell

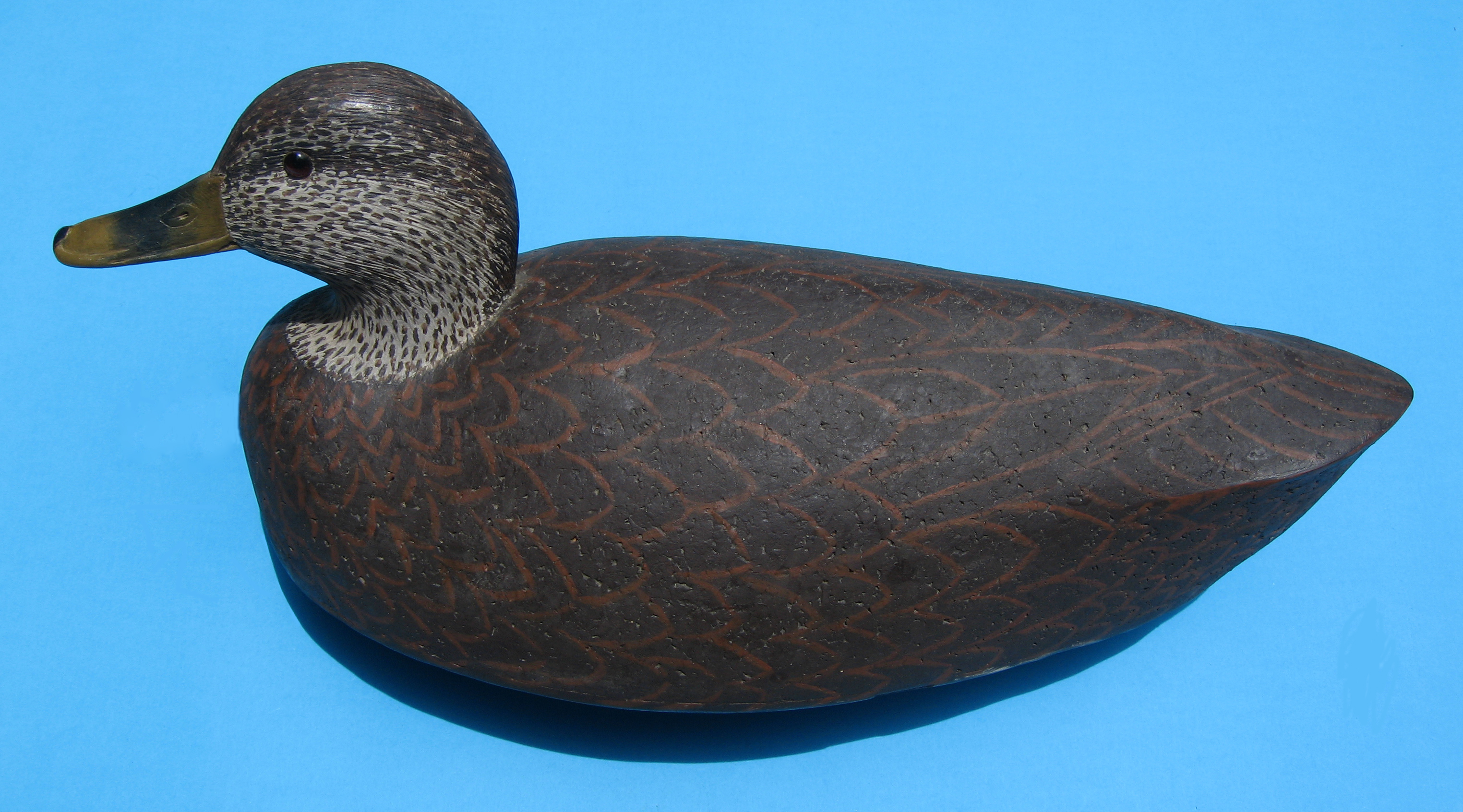
Cimbell d'ànec "American Black Duck".

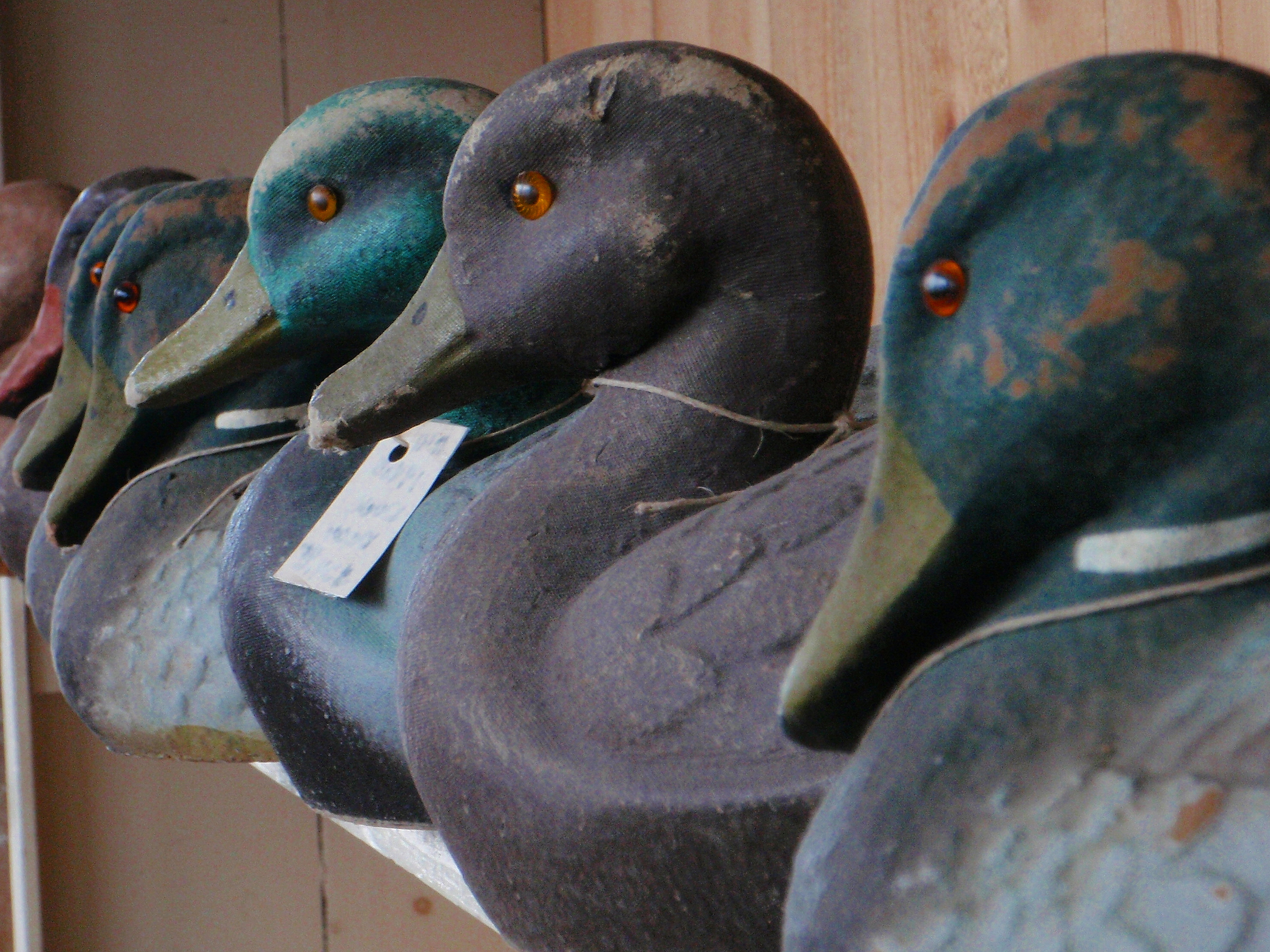
Cimbells d'ànec collverd.

Un cimbell  és un objecte artificial que imita un ocell (amb la mateixa forma o no) (per exemple: un ànec). Pot ser també l'esquer artificial fet amb metalls brillants i plomes de colors. És un fet molt corrent utilitzar cimbells d'ànec per atraure els ànecs reals en la caça d'aquestes aus.
Els tipus més antics de cimbell coneguts estaven fets de trossos de plantes, com ara els joncs utilitzats pels pobles indígenes dels Estats Units. Al segle xvii es feien cimbells de fusta tallada sense pintar. Al llarg del temps s'han utilitzat aus vives com a cimbells i fins i tot s'han emprat animals morts.
Avui dia, hi ha un mercat enorme entre els col·leccionistes de cimbells antics, especialment als Estats Units.

## Tipus de cimbells
Hi ha diferents tipus de cimbells, hi ha:
- Cimbell d'Ars Accipitraria
- Cimbell de pesca
- Cimbell de caça
- Cimbell d'aviació